# Hawley (Pennsylvanie)
Pour les articles homonymes, voir Hawley.
Hawley est un borough en Pennsylvanie dans le comté de Wayne.
La population de Hawley s'élevait à 1 211 habitants en 2010.
La ville accueille notamment l'hôtel Ledges, un hôtel membre des Historic Hotels of America depuis 2013.